# Daidzeina
Daidzeina – organiczny związek chemiczny z grupy flawonoidów (dokładniej: izoflawonów). Występuje naturalnie wyłącznie w soi i innych roślinach strączkowych. Należy do fitoestrogenów.
Daidzeina i inne izoflawony są wytwarzane w roślinach z flawonów i są wykorzystywane jako nośniki sygnału i odpowiedzi obronnej na ataki patogenów. Ma właściwości antyoksydacyjne. Może mieć potencjał w zapobieganiu oraz leczeniu chorób sercowo-naczyniowych, łagodzenia menopauzy, osteoporozy, obniżania ryzyka niektórych nowotworów związanych z hormonami oraz działania przeciwzapalnego.

## Występowanie
Daidzeina występuje wyłącznie w soi (ok. 50 mg/100 g) i innych roślinach strączkowych. Jest obecna również w produktach spożywczych wytworzonych z soi i roślin strączkowych, np. w tofu (ok. 10 mg/100 g) i mleku sojowym (ok. 5 mg/100 g).

## Biosynteza

### Historia
Szlak izoflawonoidów od dawna badano ze względu na jego występowanie w różnych gatunkach roślin, w tym rolę w pigmentacji wielu kwiatów, a także tworzeniu sygnałów dla roślin i drobnoustrojów. Sugerowano, że enzym syntazy izoflawonu (IFS) należy do rodziny oksygenaz P450, co zostało potwierdzone przez laboratorium Shinichi Ayabe w 1999. IFS występuje w dwóch izoformach, w przypadku których można stosować zarówno likwirytygeninę, jak i naryngeninę, aby otrzymać odpowiednio daidzeinę i genisteinę.

### Ścieżka
Daidzeina jest izoflawonoidem pochodzącym ze szlaku szikimowego (kwasu szikimowego), który tworzy heterocykl zawierający tlen poprzez enzym zależny od cytochromu P450, który jest zależny od NADPH.

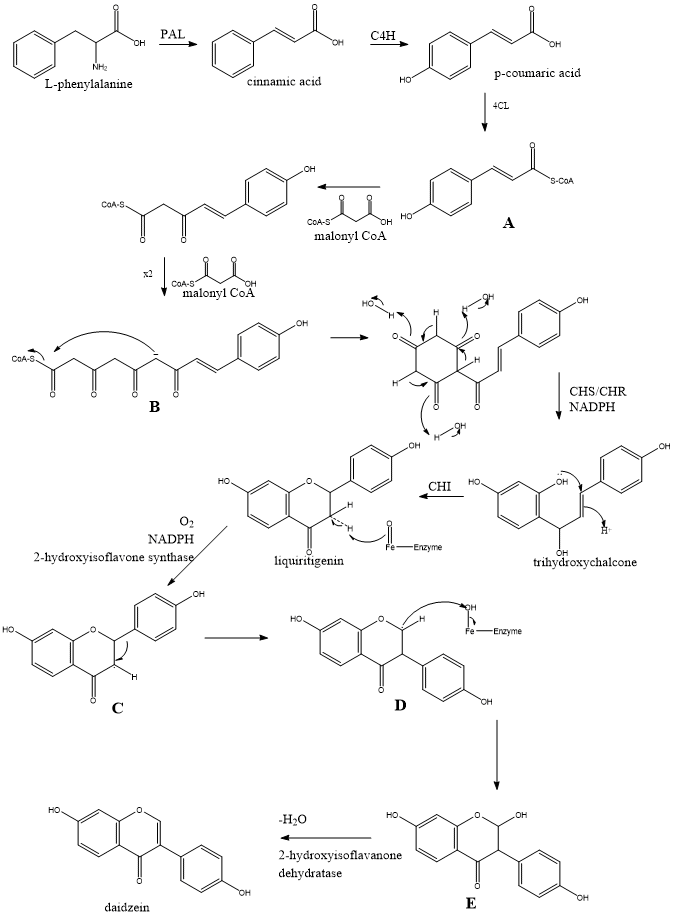
Proponowana biosynteza daidzeiny

Biosynteza daidzeiny rozpoczyna się od L-fenyloalaniny i podlega ogólnej ścieżce fenylopropanoidowej, w której pierścień aromatyczny pochodzący z szikimatu jest przesunięty na sąsiedni węgiel heterocyklu. Proces rozpoczyna się od ligazy fenyloalaninowej (PAL) odcinającej grupę aminową od L-Phe, tworząc kwas cynamonowy (nienasycony kwas karboksylowy). Kwas cynamonowy jest następnie hydroksylowany przez białko błonowe cynamonian-4-hydroksylazę (C4H) z wytworzeniem kwasu p-kumarowego. Kwas kumarowy następnie działa jako jednostka startowa, która zostaje obciążona koenzymem A przez 4-kumaroloil: CoA-ligazę (4CL). Jednostka początkowa (A) przechodzi następnie trzy iteracje malonylo-CoA, co skutkuje (B), gdzie enzymy syntazy chalkonu (CHS) i reduktazy chalkonu (CHR) modyfikują w celu uzyskania trihydroksyalkonu. CHR zależy od NADPH. Izomeraza chalkonowa (CHI) następnie izomeryzuje trihydroksychalkon do likwirytygeniny – prekursora daidzeiny.
Zaproponowano mechanizm rodnikowy w celu otrzymania daidzeiny z likwirytygeniny, w której enzym zawierający żelazo, a także kofaktory NADPH i tlenu są wykorzystywane przez syntazę 2-hydroksyizoflawonu do utleniania likwirytygeniny do rodnikowego związku pośredniego (C). Kolejno następuje migracja 1,2 arylu do postaci (D), która następnie utlenia się do (E). Ostatnim etapem jest odwodnienie grupy hydroksylowej na C2, które następuje przez dehydratazę 2-hydroksyizoflawanonu z wytworzeniem daidzeiny.